# Czerwiec 2021

## 30 czerwca
- Rodzina Donalda Rumsfelda, sekretarza obrony USA w gabinetach prezydentów George’a W. Busha i Geralda Forda, wydała oświadczenie o jego śmierci w wieku 88 lat wskutek choroby Kahlera[1].

## 27 czerwca
- Podczas amerykańskich kwalifikacji olimpijskich w Eugene ustanowiono dwa rekordy świata: Ryan Crouser w pchnięciu kulą (23,37) i Sydney McLaughlin na 400 metrów przez płotki (51,90)[2].

## 22 czerwca
- Konflikty wewnętrzne w Mjanmie: Siły wojskowe wspierane przez pojazdy opancerzone i artylerię wkroczyły do drugiego co do wielkości miasta w kraju Mandalaj i starły się z nowo utworzoną grupą rebeliantów People’s Defence Force, która zajęła część miasta[3].
- Wojna w Afganistanie: Talibowie przejęli kontrolę nad Shir Khan Bandar, miastem, w którym znajduje się główne przejście graniczne Afganistanu z Tadżykistanem[4].
- Hiszpański rząd ułaskawił dziewięciu uwięzionych katalońskich separatystów skazanych za udział w nieudanej deklaracji niepodległości z 2017 roku[5].
- Sudan Południowy oficjalnie wznowił produkcję ropy naftowej po 7-letniej przerwie. Minister ropy naftowej kraju stwierdził, że rozpoczęto wydobycie na polu naftowym Blok 5A i że kraj dąży do wydobycia 8000 baryłek dziennie[6].
- Minister gospodarki Argentyny Martín Guzmán zapowiedział, że jego kraj dokona dobrowolnej wpłaty na rzecz Klubu Paryskiego, aby uniknąć niewypłacalności. Argentyna prowadzi obecnie także negocjacje z Międzynarodowym Funduszem Walutowym[7].
- Wiele krajów europejskich, w tym Niemcy, Holandia, Szwecja, Francja i Irlandia, potępiło i oceniło uchwaloną na Węgrzech ustawę anty-LGBTQ+, która zakazuje „promowania homoseksualizmu” wśród osób poniżej 18 roku życia jako „groteskową”. Luksemburg stwierdził, że projekt ustawy narusza prawa człowieka i wraz z Belgią twierdzą, że projekt ustawy jest „rażącą formą dyskryminacji”[8].
- Federalne Biuro Śledcze oraz Biuro Przemysłu i Bezpieczeństwa przejęły kontrolę nad kilkoma irańskimi stronami internetowymi, w tym Press TV i Al-Alam News Network, a także kontrolowaną przez Huti Al Masirah TV[9].
- Wielka Brytania rozpoczęła testowanie nowego systemu ostrzegania o zagrożeniu, a niektórzy użytkownicy telefonów komórkowych otrzymali dźwięk przypominający syrenę, informujący ich o teście ostrzeżenia. Gdy usługa ostrzegania zostanie uruchomiona, będzie wydawać ostrzeżenia o incydentach terrorystycznych, powodziach i sytuacjach zagrożenia zdrowia publicznego[10].

## 21 czerwca
- Hiszpański premier Pedro Sánchez ogłosił, że dziewięciu katalońskich przywódców separatystów zaangażowanych w nieudaną próbę niepodległości w 2017 roku zostanie ułaskawionych 22 czerwca 2021 roku, mówiąc, że jest to konieczne, aby złagodzić napięcia z Katalonią. Prezydent katalońskiego rządu Pere Aragonès z zadowoleniem przyjął ułaskawienie, jednak stwierdził, że będą dążyli do dalszych ustępstw, takich jak nowe autoryzowane referendum niepodległościowe. Następnie hiszpańskie partie opozycyjne ogłosiły, że spróbują cofnąć ułaskawienie[11].
- Rząd szwedzkiego premiera Stefana Löfvena upadł po przyjęciu wotum nieufności przez Riksdag. Löfven miał tydzień na rezygnację lub rozpisanie przedterminowych wyborów[12].
- Wyborcy w Etiopii udali się do urn, aby po miesiącach opóźnień wybrać nową sesję Izby Przedstawicieli Ludowych. Wybory odbywały się pośród wielu problemów dotykających kraj, takich jak pandemia COVID-19, pogarszające się warunki w regionie Tigraj spowodowane wojną w Tigraju oraz więzienie wielu opozycjonistów[13].

## 20 czerwca
- 13 osób zginęło w Alabamie w Stanach Zjednoczonych podczas burzy tropikalnej Claudette. 10 ofiar, z których dziewięć to dzieci, zginęło w karambolu z udziałem 17 samochodów[14].
- Pandemia COVID-19: Według stanu na 20 czerwca liczba potwierdzonych zachorowań na całym świecie przekroczyła 179 milionów osób, zaś liczba zgonów to prawie 4 miliony[15].
- Tornado uderzyło w Naperville w stanie Illinois w USA, niszcząc 12 domów i raniąc sześć osób[16].
- W przedterminowych wyborach parlamentarnych w Armenii partia Kontrakt Obywatelski byłego i pełniącego obowiązki premiera Nikola Paszyniana zdobyła większość miejsc w Zgromadzeniu Narodowym, ale o 16 mniej niż w 2018 roku[17].

## 15 czerwca
- Wojna w Somalii (od 2009): Zamachowiec-samobójca detonuje materiały wybuchowe w obozie wojskowym w Mogadiszu, gdzie nowi rekruci ustawiali się w kolejce przed obozem. Zginęło 15 osób, a wiele innych zostało rannych. To najbardziej śmiertelny atak w Mogadiszu od grudnia 2019 roku[18].
- Zamach stanu w Mjanmie: Grupa milicji Karenni National Defence Force, przeciwna zamachowi stanu, ogłosiła, że zaprzestała działań przeciwko birmańskim wojskom po błaganiach cywilów mieszkających na obszarach, na których operują, co spowodowało przesiedlenie 100 tys. cywilów. Grupa stwierdziła, że będzie kontynuować sprzeciw wobec junty wojskowej innymi sposobami. Dodatkowo obalona przywódczyni Aung San Suu Kyi pojawiła się w sądzie drugiego dnia i podobno była w „lepszym stanie”[19].
- Ministerstwo Obrony Tajwanu poinformowało, że 28 samolotów chińskich sił powietrznych, w tym cztery bombowce Xian H-6 zdolne do przenoszenia broni jądrowej, weszły w przestrzeń powietrzną Tajwanu i przeleciały w pobliżu południowego krańca głównej wyspy oraz wokół Dongsha Qundao. Była to największa inwazja Chińska Republika Ludowa od czasu, gdy Tajwan zaczął monitorować takie działania od 2020 roku[20].
- Konflikt izraelsko-palestyński: 17 Palestyńczyków zostało aresztowanych, a 33 zostało rannych po tym, jak izraelska policja ostrzelała gazem łzawiącym i gumowymi kulami Palestyńczyków protestujących przed Bramą Damasceńską na drodze procesji zwanej Tańcem Flag, która przeszła przez Stare Miasto w Jerozolimie[21].
- Rząd brytyjski zapowiedział zawarcie umowy o wolnym handlu między Australią a Wielką Brytanią[22].
- Pedro Castillo z lewicowej partii Wolne Peru odniósł zwycięstwo w wyborach prezydenckich i zdobył 44 058 głosów więcej niż Keiko Fujimori z prawicowej partii Siła Ludowa[23].
- Prezydent Turcji Recep Tayyip Erdoğan ogłosił, że Turcja otworzy konsulat w Şuşa, mieście w Górskim Karabachu zdobytym przez Azerbejdżan podczas wojny w 2020 roku, i że będzie dążyć do koprodukcji dronów wojskowych z Azerbejdżanem. Obydwa ogłoszenia były następstwem jego wycieczki po spornym regionie z prezydentem Azerbejdżanu İlhamem Əliyevem tego samego dnia. Armeńskie MSZ potępiło wizytę jako prowokację[24].
- Węgierskie Zgromadzenie Narodowe uchwaliło ustawę zakazującą treści przedstawiające lub promujące związki osób tej samej płci i zmianę płci osobom poniżej 18 roku życia. 157 posłów głosowało za, a wszystkie partie opozycyjne z wyjątkiem skrajnie prawicowego Jobbiku zbojkotowały głosowanie[25].

## 14 czerwca
- Wybuchł potężny pożar w fabryce chemicznej w Rockton w stanie Illinois w USA, która produkuje smary, płyny do obróbki metali i środki czyszczące. Ogień pozostawiono się do wypalenia, aby woda nie przedostała się do pobliskiej rzeki Rock River[26].
- Przywódcy państw NATO zebrali się na 31. szczycie NATO w Brukseli w Belgii[27].
- Prokurator Międzynarodowego Trybunału Karnego Fatou Bensouda stwierdziła, że wstępne dowody zebrane w latach 2016–2019 pokazują, że „istnieją uzasadnione podstawy, aby sądzić, że zbrodnia przeciwko ludzkości polegająca na morderstwie została popełniona” przez administrację filipińskiego prezydenta Rodrigo Duterte podczas wojny narkotykowej, oraz że zostanie przeprowadzone pełne dochodzenie w tej sprawie. Rzecznik Duterte Harry Roque zaatakował komentarze jako „prawnie błędne i motywowane politycznie” i stwierdził, że Międzynarodowy Trybunał Karny nie ma jurysdykcji, ponieważ Filipiny wycofały się z organizacji w 2019 roku[28].
- Najwyższy sąd cywilny Egiptu podtrzymał wyrok śmierci na 12 członków Bractwa Muzułmańskiego w związku z protestem w 2013 roku, który zakończył się otwarciem ognia przez siły bezpieczeństwa i zabiciem kilkuset protestujących popierających Bractwo. Orzeczenie, od którego nie można się odwołać, zbliżyło mężczyzn do egzekucji i oczekuje tylko na zatwierdzenie przez prezydenta Abdela al-Fattaha as-Sisiego[29].
- Amerykańska specjalistka ds. wywiadu Reality Winner, która została skazana w 2018 roku za ujawnienie serwisowi informacyjnemu The Intercept raportu NSA na temat rosyjskiej ingerencji w amerykańskie wybory w 2016 roku, została zwolniona z więzienia[30].

## 13 czerwca
- Co najmniej 12 osób zginęło, a 37 innych zostało poważnie rannych w wyniku eksplozji gazu w dystrykcie Zhangwan w Shiyan w Hubei w Chińska Republika Ludowaach[31].
- Trzy osoby zginęły, gdy napastnik otworzył ogień do osób postronnych w parku w Ardea, Rzym, Włochy. Napastnik, zidentyfikowany jako mężczyzna z problemami psychicznymi, popełnił samobójstwo po zabarykadowaniu się w swoim domu[32].
- Naftali Bennett zastąpił Binjamina Netanjahu na stanowisku premiera Izraela stając na czele nowego koalicyjnego rządu[33]. Z kolei na Placu Rabina w Tel Awiwie zebrali się przeciwnicy Netanjahu, aby świętować koniec jego urzędowania[34].
- Tysiące Hiszpanów protestowało w Madrycie przed możliwym ułaskawieniem katalońskich zwolenników niepodległości. Wicepremier Hiszpanii Carmen Calvo stwierdziła, że ruch jest „bliski” i zwróciła się do Partii Ludowej, aby „nie konfrontować się z Katalonią”. Według sondaży 63% obywateli Hiszpanii sprzeciwiało się ułaskawieniu jako zagrożeniu dla jedności narodowej, a 25% popierało ułaskawienie[35].
- Obywatele Szwajcarii udali się do urn, aby zdecydować o dwóch popularnych inicjatywach i trzech fakultatywnych referendach dotyczących odpowiedzi na pandemię COVID-19, środków policyjnych w celu zwalczania terroryzmu, istniejącej polityki podatku węglowego i potencjalnego ogólnokrajowego zakazu stosowania syntetycznych pestycydów[36].
- Czeszka Barbora Krejčíková i Serb Novak Đoković zwyciężyli w turniejach gry pojedynczej podczas wielkoszlemowego turnieju tenisowego French Open[37][38].

## 12 czerwca
- Osiem osób zmarło, a trzy inne zostały ranne w wyniku wycieku toksycznych chemikaliów w fabryce w dystrykcie Xiaohe w Guiyang, w prowincji Kuejczou w południowo-zachodnich Chińska Republika Ludowaach[39].
- Wojna w Afganistanie: W wyniku dwóch wybuchów w minibusach przewożących cywilów zginęło co najmniej siedem osób w pobliżu szpitala Jinnah w Kabulu. Rząd stwierdził, że liczba ofiar może być większa ze względu na poważny stan rannych. Żadna grupa nie przyznała się do ataków[40].
- W katastrofie awionetki, która rozbiła się w Wambrechies we Francji, zginęły 3 osoby[41].
- Co najmniej 14 osób zostało rannych w strzelaninie w Austin w Teksasie w Stanach Zjednoczonych. Podejrzany został aresztowany, ale policja nadal poszukuje innego[42].
- Konflikt w Górskim Karabachu (2020): Dzięki wysiłkom mediacyjnym Gruzji i Stanów Zjednoczonych Azerbejdżan zgodził się na uwolnienie 15 obywateli Armenii przetrzymywanych w niewoli. W zamian Armenia dostarczyła Azerbejdżanowi mapy 97 tys. min przeciwczołgowych i przeciwpiechotnych w dystrykcie Ağdam[43].
- Konflikt izraelsko-palestyński: Protestujący w Londynie zebrali się na Downing Street, aby wezwać przywódców G7 do zaprzestania wsparcia dla Izraela przed szczytem G7[44].
- Obywatele Algierii udali się na wybory, aby zagłosować za nową sesją Narodowego Zgromadzenia Ludowego po raz pierwszy od obalenia byłego prezydenta Abd al-Aziza Boutefliki w 2019 roku. Frekwencja była najniższa od 20 lat z powodu bojkotu po aresztowaniu siedmiu przywódców ruchu Hirak[45].
- Google ogłosiło, że buduje najdłuższy na świecie kabel podmorski, który będzie biegł od wschodniego wybrzeża Stanów Zjednoczonych do Las Toninas w Argentynie, z dodatkowymi połączeniami w Praia Grande w Brazylii i Punta del Este w Urugwaju. Kabel zapewni szybki dostęp z małymi opóźnieniami do produktów Google, takich jak wyszukiwarka Google, Gmail i YouTube, a także usług Google Cloud[46].

## 11 czerwca
- Konflikt izraelsko-palestyński: 15-letni palestyński chłopiec został zabity, gdy żołnierze IDF otworzyli ogień do dziesiątek Palestyńczyków protestujących przeciwko nielegalnej rozbudowie izraelskiego osiedla w pobliżu palestyńskiej wioski Bajta na okupowanym Zachodnim Brzegu[47].
- Gabon, Zjednoczone Emiraty Arabskie, Brazylia, Ghana i Albania zostały wybrane na niestałych członków Rady Bezpieczeństwa ONZ na kadencję 2022–2023[48].
- Rozpoczął się 47. szczyt G7 mający miejsce w Kornwalii w Anglii. Potrwa do 13 czerwca[49].
- Była wiceprezydent Kostaryki Rebeca Grynspan została mianowana nowym sekretarzem generalnym Konferencji Narodów Zjednoczonych ds. Handlu i Rozwoju[50].
- Vladimir Cerrón, lider socjalistycznej partii Wolne Peru, ogłosił zwycięstwo kandydata lewicy Pedro Castillo. Według 99,5% policzonych głosów Castillo o ponad 60 tys. głosów wyprzedził kandydatkę prawicy Keiko Fujimori. Niektóre kraje w regionie już pogratulowały Castillo wygranej w wyborach prezydenckich[51].
- Firma badawcza Nordlocker opublikowała raport na temat anonimowego konia trojańskiego, który w latach 2018–2020 ukradł 1,2 terabajta danych logowania oraz informacji umożliwiających identyfikację 26 milionów użytkowników. Dane logowania były przechowywane w bazie danych w chmurze i obejmowały duży wybór witryn z prawie miliona stron internetowych, w tym Amazon, eBay, Facebook, Twitter, Walmart, Apple, Paypal, Gmail, Netflix i Steam. Szkodnik atakował również pliki przechowywane na komputerach stacjonarnych i folderach pobierania. Skradziono ponad 6 milionów plików, z czego 50% to pliki tekstowe, 1 milion obrazów i 650 tys. plików Word lub PDF. Szkodnik wykonywał również zrzuty ekranu i zdjęcia użytkowników z ich własnych kamerek internetowych[52][53].
- Grupa naukowców z NASA Jet Propulsion Laboratory i University of New Mexico ogłosiła, że odkryto chmury wodne na TOI-1231 b, egzoplanecie podobnej do Neptuna, która znajduje się 90 lat świetlnych od Ziemi[54].

## 10 czerwca
- W katastrofie birmańskiego samolotu wojskowego, który rozbił się w pobliżu Mandalaj w Mjanmie, zginęło 12 osób[55].
- Konflikt izraelsko-palestyński: Żołnierze izraelscy wtargnęli do domu na Zachodnim Brzegu, z powodu nakazu aresztowania dwóch Palestyńczyków oskarżonych o bycie sprawcami niedawnej strzelaniny. Jeden z podejrzanych został zastrzelony. Następnie palestyńscy oficerowie wywiadu przybywają na miejsce po usłyszeniu strzałów i podobno otwartego ognia do izraelskich żołnierzy, ale zostają zastrzeleni przez żołnierzy. Dwóch oficerów palestyńskich zginęło, a trzeci został ranny[56].
- Prezydent USA Joe Biden i premier Wielkiej Brytanii Boris Johnson spotkali się na dzień przed 47. szczytem G7, aby podpisać Nową Kartę Atlantycką, zaktualizowaną wersję oryginalnej Karty Atlantyckiej z 1941 roku podpisanej podczas II wojny światowej[57].
- Władze w Mjanmie oskarżyły przywódczynię Aung San Suu Kyi o korupcję, za co grozi jej kara do 15 lat pozbawienia wolności. Oczekuje się, że jej proces rozpocznie się 14 czerwca 2021 roku. Jej prawnicy twierdzą, że wszystkie zarzuty przeciwko niej mają „utrzymać ją z dala od opinii publicznej”[58].
- Państwowa Centralna Telewizja Chińska doniosła, że Ogólnochińskie Zgromadzenie Przedstawicieli Ludowych uchwaliło ustawę mającą na celu przeciwdziałanie sankcjom zagranicznym przeciwko chińskim przedsiębiorstwom i osobom prywatnym. Treść prawa nie została jeszcze ujawniona[59].
- Król Abd Allah II ibn Husajn wydał dekret królewski nakazujący byłemu premierowi Samirowi ar-Rifa’i zebranie 92–osobowego komitetu poświęconego reformie obecnego systemu politycznego Jordanii. Pierwszymi obszarami zainteresowania komisji ma być nowe prawo wyborcze oraz prawo regulujące konkretnie partie polityczne[60].
- Cały gabinet premiera Republiki Środkowoafrykańskiej Firmina Ngrébady, w tym sam Ngrébada, rezygnuje po wycofaniu 160 francuskich żołnierzy z kraju na początku tego tygodnia. Rzecznik prezydenta Faustin-Archange Touadéra stwierdził, że Ngrébada mimo wszystko może zostać wybrany na szefa nowej administracji[61].
- Papież Franciszek odrzucił ofertę rezygnacji arcybiskupa Monachium Reinharda Marxa z powodu tego, co Marks określił jako niewłaściwe postępowanie z „katastrofą” wykorzystywania seksualnego w Kościele. Franciszek wysłał list do Marxa, w którym zgadza się, że jest to ogólnoświatowa „katastrofa”, ale Marx powinien pozostać arcybiskupem. Franciszek stwierdził również, że nie mogą pozostać „obojętni w obliczu zbrodni”. Marx jest postrzegany jako postępowy sojusznik Franciszka w Kościele[62].
- Raport Międzynarodowej Organizacji Pracy i UNICEF stwierdził, że około 160 milionów dzieci, z czego ponad połowa w wieku od 5 do 11 lat, jest zatrudniona, co jest największą liczbą od 20 lat. Raport obwinił pandemię COVID-19 za wzrost zarówno wskaźników pracy dzieci, jak i przepracowanych godzin. Ostrzegł również, że liczba dzieci wchodzących na rynek pracy może do końca przyszłego roku wzrosnąć od dziewięciu do 46 milionów, jeśli pandemia nie zostanie opanowana i jeśli nadal nie będą miały dostępu do ważnych usług socjalnych[63].
- Zaćmienie Słońca z 10 czerwca 2021: Obrączkowe zaćmienie Słońca było widoczne ze środkowej i wschodniej Kanady, części Arktyki i rosyjskiego Dalekiego Wschodu. Obserwatorzy w północno-wschodniej Ameryce Północnej, a także części Europy i Azji również widzieli częściowe zaćmienie[64].

## 9 czerwca
- Wojna w Afganistanie: Podczas pracy w kompleksie Halo Trust w Baghlan ginęło 10 osób usuwających miny, a 12 innych zostało rannych. Afgańscy urzędnicy obwinili o atak talibów, podczas gdy do odpowiedzialności za niego przyznało się Państwo Islamskie. Talibowie nie przyznali się do ataku, a Halo Trust doniósł, że lokalni bojownicy talibscy przybyli na miejsce ataku, broniąc górników i strzelając do napastników[65].
- Dziewięć osób zginęło, a osiem zostało rannych, gdy pięciopiętrowy budynek w Gwangju w Korei Południowej zawalił się na autobus[66].
- W wyborach prezydenckich w Mongolii, zwyciężył Uchnaagijn Chürelsüch, z wynikiem 72% głosów[67].
- Północnoamerykańska firma energetyczna TC Energy zakończyła projekt Keystone Pipeline, któremu sprzeciwiało się wielu ekologów i rdzennych Amerykanów, powołując się na ryzyko zanieczyszczenia i potencjalne szkody dla dzikiej przyrody. Posunięcie to miało miejsce prawie pięć miesięcy po tym, jak prezydent Stanów Zjednoczonych Joe Biden podpisał dekret o cofnięciu pozwolenia, które zostało udzielone firmie na budowę czwartej fazy projektu[68].
- Salwador oficjalnie stał się pierwszym krajem, który zaakceptuje Bitcoin jako prawny środek płatniczy, po tym, jak Zgromadzenie Ustawodawcze przegłosowało 62-22 za przyjęciem ustawy przedłożonej przez prezydenta Nayiba Bukele, klasyfikującej kryptowalutę jako taką[69].

## 8 czerwca
- Liczba ofiar śmiertelnych wypadku kolejowego w Ghotki w Sindh w Pakistanie wzrosła do 65 osób, ponieważ coraz więcej ciał zostaje wydobytych z miejsca zdarzenia[70].
- Syryjska grupa opozycyjna Free Officers Movement doniosła, że Arabia Saudyjska jest bliska osiągnięcia porozumienia o ponownej normalizacji z syryjskim prezydentem Baszszarem al-Asadem, widząc w tym kluczowe znaczenie dla zmniejszenia wpływów Iranu w regionie[71].
- Iracki Urząd Regulacji Źródeł Radioaktywnych ogłosił, że Irak dąży do zbudowania ośmiu reaktorów jądrowych zdolnych do łącznej produkcji 11 gigawatów w celu zaspokojenia rosnącego zapotrzebowania na energię elektryczną, które ma wzrosnąć o 50% z około 28 GW obecnie do 42 GW do 2030 roku. Średnia produkcja energii elektrycznej wynosi obecnie około 18,4 GW, z czego 1,2 GW pochodzi z importu. Urząd stwierdził, że prowadzi rozmowy z urzędnikami koreańskimi, rosyjskimi, amerykańskimi i francuskimi na temat sposobu realizacji planu[72].
- ProPublica ujawniła, że przez wiele lat otrzymywała anonimowe przecieki zeznań podatkowych od tysięcy najbogatszych Amerykanów i opublikowała obszerną analizę rozliczeń i stawek 25 najbogatszych osób rocznie. Komisarz Internal Revenue Service Charles Rettig powiedział, że urząd prowadzi dochodzenie w sprawie wycieku danych podatkowych do ProPublica i że wszelkie naruszenia prawa będą ścigane[73].
- Atak na Kapitol Stanów Zjednoczonych: W Raporcie Senatu Stanów Zjednoczonych na temat ataku na Kapitol w 2021 roku stwierdzono, że zebrano informacje wywiadowcze dotyczące potencjalnego szturmu na budynek w grudniu 2020 rokju, ale nie przekazano ich FBI, Departamentowi Bezpieczeństwa Krajowego, Departamentowi Sprawiedliwości ani Departamentowi Obrony[74].
- Globalna operacja ANOM, w ramach której sprzedano gangom przestępczym zaszyfrowane telefony, które organy ścigania mogły monitorować, doprowadziła do ponad 800 aresztowań i zajęcia 30 ton narkotyków, milionów dolarów w gotówce, broni i luksusowych samochodów. FBI pomogło przeniknąć 12 tys. urządzeń do 300 grup przestępczych w ponad 100 krajach, zapewniając FBI i siłom partnerskim na całym świecie dostęp do 27 milionów wiadomości. Operacja ujawniła również, że gangi były informowane o działaniach policji, co doprowadziło do „licznych spraw dotyczących korupcji publicznej na wysokim szczeblu w kilku krajach”[75].
- Interpol ujawnił operację w 92 krajach, w wyniku której w maju zamknięto 113 tys. stron internetowych i rynków internetowych sprzedających podrabiane lub nielegalne leki i produkty medyczne oraz doprowadziło do aresztowań 227 osób na całym świecie, odzyskania produktów farmaceutycznych o wartości 23 milionów dolarów i zajęcia około 90 milionów urządzeń i leków, w tym dużych ilości fałszywych testów na COVID-19 i masek na twarz[76].
- Międzynarodowy Mechanizm Rezydualny dla Trybunałów Karnych w Hadze podtrzymał wyrok dożywocia dla zbrodniarza wojennego i szefa armii bośniackich Serbów Ratko Mladicia, który został skazany za udział w oblężeniu Sarajewa i masakrze w Srebrenicy. Trybunał odrzucił również podejmowane przez prokuraturę próby obalenia uniewinnienia jednego z zarzutów ludobójstwa Mladicia. To była ostatnia apelacja Mladicia[77].
- Senat USA przegłosował 68–32 uchwalenie amerykańskiej ustawy o innowacji i konkurencji, czyli ustawy, która ma na celu wzmocnienie USA przed konkurencją z Chińska Republika Ludowa. Następnie ustawa zostanie skierowana do Izby Reprezentantów USA pod głosowanie[78].
- W wyniku globalnej awarii internetu spowodowanej wewnętrznym problemem w sieci Fastly tysiące stron internetowych było niedostępnych, w strona rządu Wielkiej Brytanii, BBC, The New York Times, CNN, Financial Times, The Guardian, Pinterest, Reddit, Twitch, Spotify, Bloomberg News, a Amazon był niedostępny nawet przez godzinę[79].
- Jeden z największych pomiarów rentgenowskich przy użyciu obserwatorium kosmicznego XMM-Newton Europejskiej Agencji Kosmicznej ujawniło wstępne odkrycie wzrostu 12 tys. supermasywnych czarnych dziur w jądrach galaktyk i gromadach galaktyk[80].
- Złota moneta z podwójnym orłem z 1933 roku, należąca niegdyś do króla Egiptu Faruka I, została sprzedana na aukcji w Nowym Jorku za 18,9 mln dolarów, stając się najdroższą monetą, jaką kiedykolwiek sprzedano[81].

## 7 czerwca
- Dwa pociągi pasażerskie zderzyły się w dystrykcie Ghotki, Sindh w Pakistanie, zabijając 65 osób i raniąc prawie 150 innych[82][83].
- Pasterze z ludu Fulbe zaatakowali społeczność Odugbeho w Agatu w stanie Benue w Nigerii, zabijając przy tym 40 cywilów[84].
- Co najmniej 18 osób zginęło w pożarze fabryki chemicznej w Pune w stanie Maharasztra w Indiach[85].
- Pandemia COVID-19: Według stanu na 7 czerwca liczba potwierdzonych zachorowań na całym świecie przekroczyła 174 miliony osób, zaś liczba zgonów to ok. 3,8 miliona[86].
- Malediwski minister spraw zagranicznych Abdulla Shahid został wybrany 76. przewodniczącym Zgromadzenia Ogólnego Narodów Zjednoczonych[87].
- Narodowy Instytut Wyborczy podał, że koalicja Juntos Hacemos Historia pod przewodnictwem prezydenta Andrésa Manuela Lópeza Obradora zdobyła od 265 do 292 mandatów w Izbie Deputowanych, zachowując większość, ale bez większości ⅔, którą miała wcześniej. Jego partia Partia Odrodzenia Narodowego (MORENA) odnotowała straty w mieście Meksyk, dawniej twierdzy MORENA. López Obrador postanowił następnie zrobić więcej, aby pomóc  osobom biednym[88].
- Assimi Goita został zaprzysiężony na prezydenta Mali po niedawnym zamachu stanu[89].
- Prezydent Jovenel Moïse odłożył referendum konstytucyjne, pierwotnie zaplanowane na 27 czerwca 2021 roku, na nieznaną datę, powołując się na rosnącą liczbę przypadków COVID-19 na Haiti[90].
- Prezydent Rosji Władimir Putin podpisał ustawę formalizującą wycofanie się Rosji z traktatu o otwartych przestworzach[91].
- Alphabet Inc., spółka–matka Google, ogłosiła, że zawarła ugodę antymonopolową z francuską Autorité de la concurrence o zapłacie 220 mln euro (270 mln dolarów). Rozliczenie wyniosło mniej niż 0,7% rocznych zarobków Alphabet Inc[92].

## 6 czerwca
- Sześć osób zginęło, a 14 zostało rannych w wyniku ataku nożem przez 25–letniego mężczyznę na handlowym deptaku w Anqing we wschodniej prowincji Anhui we wschodnich Chińska Republika Ludowaach[93].
- Cztery osoby zginęły, a jedna zostaje ranna po tym, jak mężczyzna wjechał swoją ciężarówką w muzułmańską rodzinę w Londynie, Ontario, Kanada. Podejrzany zostaje zidentyfikowany przez policję jako Nathaniel Veltman, lokalny 20–latek motywowany islamofobią[94].
- Narodowa Rada Wyborcza poinformowała, że w pierwszych od 2005 roku wyborach parlamentarnych w Somalilandzie partie opozycyjne Waddani oraz Partia Sprawiedliwości i Dobrobytu zdobyły odpowiednio 31 i 21 mandatów, a rządząca Partia Pokoju, Jedności i Rozwoju Kulmiye zdobyła 30 mandatów. Zwycięskie partie opozycyjne ogłosiły następnie, że wspólnie utworzą rząd[95].
- Meksykańscy wyborcy udali się do urn, aby wybrać nową sesję Izby Deputowanych. Analitycy przewidywali, że podczas gdy Partia Odrodzenia Narodowego prezydenta Andrésa Manuela Lópeza Obradora straci mandaty, jego koalicja zachowa większość. W okresie poprzedzającym wybory doszło do znacznej przemocy, w której co najmniej 89 polityków, w tym 35 kandydatów, zginęło w ciągu ostatnich 200 dni[96].
- Pomnik British Normandy Memorial w Normandii we Francji został oficjalnie odsłonięty w 77. rocznicę lądowania w Normandii[97].

## 5 czerwca
- Co najmniej 160 osób zostało zabitych przez islamskich ekstremistów w Solhan, Yagha, północno–wschodnim Burkina Faso. To najbardziej śmiertelny atak terrorystyczny w historii kraju. Na kilka godzin przed masakrą w ataku w Tadaryat zginęło 13 cywilów i jeden żołnierz[98].
- Zamach stanu w Mjanmie: Wybuchły starcia w prowincji Irawadi i mieście Kyonpyaw, niedaleko Rangunu, gdzie wojsko zastrzeliło 20 protestujących, tym samym zwiększając liczbę ofiar śmiertelnych w całym kraju do ponad 845 osób. Tymczasem lider junty wojskowej Min Aung Hlaing spotkał się z przywódcami ASEAN, aby omówić zaprowadzenie pokoju w Mjanmie[99].
- Wojna domowa w Jemenie (od 2015): 17 osób zginęło, a pięć zostało rannych podczas ataku rakietowego w pobliżu stacji benzynowej w mieście Marib w Jemenie. O atak obwiniono Ruch Huti, który jednak nie przyznał się do odpowiedzialności[100].
- W tureckim nalocie na Obóz Uchodźców Makhmour w północnym Iraku zginęły trzy osoby, a wiele innych zostało rannych[101].
- Ministrowie finansów grupy G7 podczas spotkania w Londynie uzgodnili umowę o zobowiązaniu się do minimalnej globalnej stawki podatku od osób prawnych w wysokości co najmniej 15%, która będzie miała na celu zapobieganie rajom podatkowym obsługującym duże międzynarodowe korporacje[102].
- Prezydent Salwadoru Nayib Bukele ogłosił na konferencji Bitcoin na Florydzie, że jego kraj przyjmie kryptowalutę jako prawny środek płatniczy obok dolara amerykańskiego, czyniąc Salwador pierwszym krajem, który to zrobił. W przyszłym tygodniu planuje wprowadzić odpowiednie przepisy do Zgromadzenia Ustawodawczego[103].
- Atak na Kapitol Stanów Zjednoczonych: Departament Sprawiedliwości Stanów Zjednoczonych stwierdził, że od czasu ataku na Kapitol aresztowano ponad 465 osób. Departament Sprawiedliwości poszukiwał również informacji na temat 250 innych podejrzanych[104].

## 4 czerwca
- W katastrofie wojskowego śmigłowca Mi-8, który rozbił się w rejonie Alay w Kirgistanie, zostało rannych 13 osób[105].
- Konflikt izraelsko-palestyński:

- Co najmniej 23 biegaczy we Wschodniej Jerozolimie zostało rannych po tym, jak izraelska policja wystrzeliła gaz łzawiący i granaty ogłuszające w ludzi biorących udział w 3,5 km biegu zorganizowanym w celu okazania solidarności z rodzinami palestyńskimi, którym grozi eksmisja w Asz-Szajch Dżarrah.
- Pro-palestyńscy protestujący zebrali się w porcie w Oakland w USA, aby spróbować zablokować izraelski statek towarowy przed wejściem do portu. Protestujący wzywali również do ekonomicznego bojkotu Izraela po 11–dniowym konflikcie.

- United Airlines ogłosiło, że zamówiono 15 odrzutowców naddźwiękowych od firmy Boom Technology z Denver, pod warunkiem, że odrzutowce spełnią normy bezpieczeństwa. Plan oddania ich do użytku jest przewidziany w 2029 roku. Po raz pierwszy linie lotnicze użyją naddźwiękowych odrzutowców od czasu przejścia na emeryturę w 2003 roku samolotów Concorde z Air France i British Airways[108].
- Nepal doniósł o swojej pierwszej śmierci z powodu mukormykozy, czyli „czarnego grzyba”, u 65-letniego mężczyzny, który był leczony na OIOM w szpitalu w Dhangadhi po zdiagnozowaniu zapalenia mózgu w płacie skroniowym[109].

## 3 czerwca
- Papież Franciszek mianował arcybiskupa Adolfo Yllanę nowym nuncjuszem apostolskim w Izraelu i na Cyprze oraz delegatem apostolskim w Jerozolimie i Palestynie[110].
- Na 9 czerwca 2021 zapowiedziano zaprzysiężenie nowego premiera Izraela, którym w miejsce Binjamina Netanjahu zostanie Naftali Bennett[111][112].
- Norweskie Ministerstwo Obrony wzywa chargé d’affaires Stanów Zjednoczonych Richarda Rileya do Norwegii po doniesieniu, że Agencja Bezpieczeństwa Narodowego szpiegowała norweskich urzędników, a także innych europejskich urzędników[113].
- Prezydent USA Joe Biden podpisał dekret zakazujący Amerykanom inwestowania w prawie tuzin chińskich firm i ich spółek zależnych, takich jak Chińska Republika Ludowaa General Nuclear Power Group, albo ze względu na ich powiązania z Armią Ludowo-Wyzwoleńczą, albo za sprzedaż technologii inwigilacji wykorzystywanej do szpiegowania mniejszości religijnych lub dysydentów. Zakaz wejdzie w życie 2 sierpnia tegoż roku, a obecni inwestorzy mają rok na całkowite wycofanie się z tych spółek[114].

## 2 czerwca
- Burza tropikalna Choi-wan (Dante) dotarła do środkowych i południowych Filipin, zabijając co najmniej trzy osoby i pozostawiając tysiące przesiedlonych[115].
- Jicchak Herzog został wybrany 11. prezydentem Izraela[116]
- Ja’ir Lapid, przywódca partii Jest Przyszłość i opozycji, poinformował ustępującego prezydenta Re’uwena Riwlina, że on i lider Jaminy Naftali Bennett doszli do porozumienia w sprawie utworzenia rządu koalicyjnego, który odsunie od władzy premiera Binjamina Netanjahu[117]. Ponadto Mansur Abbas, lider partii Zjednoczonej Listy Arabskiej, zgodził się na przystąpienie do koalicji. Po raz pierwszy w historii Izraela partia arabska będzie częścią rządu[118].
- Dokonano ataku ransomware na Steamship Authority, usługę promową między kontynentalną częścią Massachusetts a wyspami Martha’s Vineyard i Nantucket[119].
- Fińskie miasto Oulu zostało wybrane na Europejską Stolicę Kultury na 2026 rok[120].
- NASA ogłosiła wybór dwóch nowych misji na Wenus, VERITAS i DAVINCI+, które wystartują w 2028 i 2030 roku. Będą one pierwszymi amerykańskimi statkami kosmicznymi wysłanymi na Wenus od czasu misji Magellana w 1989 roku. Misje skupią się na mapowaniu powierzchni Wenus oraz obliczaniu składu atmosfery w celu lepszego zrozumienia historii geologicznej planety[121][122].

## 1 czerwca
- Wojna w Afganistanie: Dwie bomby eksplodowały w dystrykcie Hazara w zachodnim Kabulu, zabijając 10 osób i raniąc 12 innych[123].
- Czterech napastników na samochodzie otworzyło ogień do konwoju wiozącego ministra transportu Ugandy Katumba Wamala, raniąc go. Córka Wamali i jego kierowca zginęli podczas ataku[124].
- Bank Światowy w swoim raporcie ostrzegł, że obecny kryzys gospodarczy w Libanie może stać się jednym z trzech najpoważniejszych od połowy XIX wieku, jeśli jego „zbankrutowany system gospodarczy, z którego tak długo korzystali nieliczni”, nie zostanie zreformowany[125].
- Opozycja na Vanuatu wniosła o wotum nieufności wobec rządu premiera Boba Loughmana w związku z zarzutami o nadmierne wydatki na własny interes w czasach kryzysu narodowego. Gospodarka kraju została poważnie dotknięta pandemią COVID-19 i wpływem cyklonu Harold w zeszłym roku. Ten wniosek był pierwszą próbą usunięcia Loughmana od czasu, gdy utworzył rząd w 2020 roku[126].
- Prezydent Chile Sebastián Piñera ogłosił poparcie swojego rządu dla ustawy legalizującej małżeństwa osób tej samej płci w Chile[127].
- Amerykańska firma zajmująca się przetwórstwem żywności JBS USA została dotknięta masowym atakiem oprogramowania ransomware, tymczasowo zamykając swoją działalność w Stanach Zjednoczonych, Kanadzie i Australii. Rzeczniczka Białego Domu Karine Jean-Pierre stwierdziła, że atak ma rosyjskie pochodzenie, a FBI prowadzi śledztwo w tej sprawie[128].
- Serwis eBay zabronił sprzedającym korzystania z systemu PayPal, nakazując teraz, aby wszystkie środki były przekazywane bezpośrednio na konta bankowe, jak i z nich[129].
- Chińska Republika Ludowa zgłosiły pierwszy przypadek rzadkiego szczepu ptasiej grypy, znanego jako H10N3, u 41-letniego mężczyzny z prowincji Jiangsu[130].
- Australijscy i chińscy naukowcy ogłosili odkrycie dwóch nowych, odrębnych gatunków latających wiewiórek w Himalajach: tybetańskiej latającej wiewiórki (Eupetaurus tibetensis) i latającej wiewiórki Yunnan (Eupetaurus nivamons)[131].
- Tatrzański Park Narodowy ponownie otworzył szlak turystyczny (jednokierunkowy) z Zawratu na Świnicę[132][133].